# American Hockey League 1952-1953
La stagione 1952-1953 è stata la 17ª edizione della American Hockey League, la più importante lega minore nordamericana di hockey su ghiaccio. Dopo diverse stagioni a causa del numero di iscritte vennero abolite le due division. La stagione vide al via sette formazioni e al termine dei playoff i Cleveland Barons conquistarono la loro sesta Calder Cup sconfiggendo i Pittsburgh Hornets 4-3.

## Modifiche
- Si sciolsero gli Indianapolis Capitals.
- I Cincinnati Mohawks si trasferirono nella International Hockey League.

## Stagione regolare

### Classifica
|  | Pos. | Squadra            | Pt | G  | V  | S  | N | GF  | GS  | DR  |
|  | ---- | ------------------ | -- | -- | -- | -- | - | --- | --- | --- |
|  | 1.   | Cleveland Barons   | 86 | 64 | 42 | 20 | 2 | 248 | 164 | +84 |
|  | 2.   | Pittsburgh Hornets | 80 | 64 | 37 | 21 | 6 | 223 | 149 | +74 |
|  | 3.   | Syracuse Warriors  | 64 | 64 | 31 | 31 | 2 | 213 | 201 | +12 |
|  | 4.   | Hershey Bears      | 63 | 64 | 31 | 32 | 1 | 208 | 217 | -9  |
|  | 5.   | Providence Reds    | 55 | 64 | 27 | 36 | 1 | 215 | 254 | -39 |
|  | 6.   | St. Louis Flyers   | 53 | 64 | 26 | 37 | 1 | 212 | 258 | -46 |
|  | 7.   | Buffalo Bisons     | 37 | 64 | 22 | 39 | 3 | 160 | 236 | -76 |

Legenda:

      Ammesse ai Playoff
Note:

Due punti a vittoria, un punto a pareggio, zero a sconfitta.

### Statistiche
Classifica marcatori
| Giocatore         | Squadra            | PG | Gol | Assist | Punti |
| ----------------- | ------------------ | -- | --- | ------ | ----- |
| Eddie Olson       | Cleveland Barons   | 61 | 32  | 54     | 86    |
| Guyle Fielder     | St. Louis Flyers   | 62 | 22  | 61     | 83    |
| Jack Gordon       | Cleveland Barons   | 64 | 20  | 58     | 78    |
| Kelly Burnett     | Syracuse Warriors  | 56 | 23  | 53     | 76    |
| Ike Hildebrand    | Cleveland Barons   | 64 | 38  | 34     | 72    |
| Calum MacKay      | Buffalo Bisons     | 64 | 28  | 42     | 70    |
| Steve Wochy       | Cleveland Barons   | 64 | 37  | 31     | 68    |
| Zellio Toppazzini | Providence Reds    | 64 | 35  | 32     | 67    |
| Lorne Davis       | Buffalo Bisons     | 64 | 33  | 34     | 67    |
| Willie Marshall   | Pittsburgh Hornets | 62 | 27  | 39     | 66    |
|                   |                    |    |     |        |       |

Classifica portieri
| Giocatore      | Squadra            | PG | MGS  |  |
| -------------- | ------------------ | -- | ---- |  |
| Gilles Mayer   | Pittsburgh Hornets | 62 | 2.35 |  |
| Johnny Bower   | Cleveland Barons   | 61 | 2.54 |  |
| Gordie Bell    | Syracuse Warriors  | 64 | 3.13 |  |
| Gordon Henry   | Hershey Bears      | 64 | 3.34 |  |
| Jacques Plante | Buffalo Bisons     | 47 | 3.40 |  |
|                |                    |    |      |  |

## Playoff
|  | Semifinali | Semifinali         | Semifinali |                    |   | Calder Cup       | Calder Cup | Calder Cup |  |
|  |            |                    |            |                    |   |                  |            |            |  |
|  | 1          | Cleveland Barons   | 3          |                    |   |                  |            |            |  |
|  | 1          | Cleveland Barons   | 3          |                    |   |                  |            |            |  |
|  | 3          | Syracuse Warriors  | 1          |                    |   |                  |            |            |  |
|  | 3          | Syracuse Warriors  | 1          |                    | 1 | Cleveland Barons | 4          |            |  |
|  |            |                    |            |                    | 1 | Cleveland Barons | 4          |            |  |
|  |            |                    | 2          | Pittsbugrh Hornets | 3 |                  |            |            |  |
|  | 2          | Pittsburgh Hornets | 2          | Pittsbugrh Hornets | 3 | 3                |            |            |  |
|  | 2          | Pittsburgh Hornets |            |                    |   |                  |            |            |  |
|  | 4          | Hershey Bears      | 0          |                    |   |                  |            |            |  |

## Premi AHL
- Calder Cup: Cleveland Barons
- F. G. "Teddy" Oke Trophy: Cleveland Barons
- Carl Liscombe Trophy: Eddie Olson (Cleveland Barons)
- Dudley "Red" Garrett Memorial Award: Guyle Fielder (St. Louis Flyers)
- Harry "Hap" Holmes Memorial Award: Gilles Mayer (Pittsburgh Hornets)
- Les Cunningham Award: Eddie Olson (Cleveland Barons)

### Vincitori
| Cleveland Barons | Portiere: Johnny Bower Difensori: Bob Chrystal, Ott Heller, Gus Karrys, Fred Shero, Tom Williams Attaccanti: Bob Bailey, Ray Ceresino, Fred Glover, Jack Gordon, Ike Hildebrand, Frank Kubasek, Eddie Olson, Ray Ross, Glen Sonmor, Cal Stearns, Steve Wochy Allenatore: Bun Cook |

### AHL All-Star Team
First All-Star Team
- Attaccanti: Eddie Olson • Guyle Fielder • Ike Hildebrand
- Difensori: Frank Mathers • Tom Williams
- Portiere: Johnny Bower

Second All-Star Team
- Attaccanti: Bob Solinger • Kelvin Burnett • Lorne Davis
- Difensori: Bill Juzda • Eddie Reigle e Keith Allen
- Portiere: Gilles Mayer